# Lui Strassburger
Lui Strassburger, nome artístico de Luiz Emilio Strassburger (Rio Grande do Sul, 14 de março de 1953) é um ator brasileiro.
Destacou-se nacionalmente ao interpretar Neves em Éramos Seis (1994) e o otorrino Ruy em Avenida Brasil (2012).
Foi premiado no 30º Festival de Cinema de Gramado, por sua atuação no curta-metragem O Encontro (2002) Melhor Ator. Em cinema participou de filmes dirigidos por Sérgio Bianchi, Guilherme de Almeida Prado, Laís Bodanzky, Jeremias Moreira Filho, Carlos Porto de Andrade Junior, Marcos Jorge, Sergio Bianchi, Formado em Artes Cênicas pela Faculdade Paulista de Artes, foi um dos fundadores do Clube da Voz, e fez mais de 150 comerciais para TV e rádio,

## Filmografia

### Televisão
| Ano  | Título                      | Personagem          | Notas                                 |
| ---- | --------------------------- | ------------------- | ------------------------------------- |
| 1993 | Retrato de Mulher           | Ademar              | Episódio: "Era Uma Vez... Madalena"   |
| 1994 | Éramos Seis                 | Neves               |                                       |
| 1998 | Meu Pé de Laranja Lima      | Gabriel             |                                       |
| 1999 | Sandy & Júnior              | Ciniro              | Episódio: "O Sumiço do Porco Dourado" |
| 2000 | Laços de Família            | —                   |                                       |
| 2001 | O Direito de Nascer         | General             |                                       |
| 2005 | Carandiru, Outras Histórias | —                   |                                       |
| 2006 | Belíssima                   | Médico              |                                       |
| 2007 | Amigas & Rivais             | Gustavo             |                                       |
| 2008 | A Favorita                  | Delegado            |                                       |
| 2008 | Água na Boca                | —                   |                                       |
| 2009 | O Legado                    | Samuel Bloom        | 3 episódios                           |
| 2009 | Revelação                   | —                   |                                       |
| 2010 | Força-Tarefa                | Médico de Jaqueline | Episódio: "O Preço da Fama"           |
| 2011 | Amor & Revolução            | Edgar               |                                       |
| 2012 | Avenida Brasil              | Ruy                 |                                       |
| 2014 | Pedro & Bianca              | Dr. Carlos          | Episódio: "Cadê o bebê lindo, cadê?"  |
| 2014 | O Negócio                   | Cliente do clube    | 2 episódios                           |

### Cinema
| Ano  | Título                                | Personagem                  | Notas          |
| ---- | ------------------------------------- | --------------------------- | -------------- |
| 1985 | Noite                                 | —                           |                |
| 1986 | O Dia em que Dorival Encarou a Guarda | Tenente                     | Curta-metragem |
| 1988 | Prazer em Conhecê-la                  | Homem no bar                | Curta-metragem |
| 1992 | Perfume de Gardênia                   | —                           |                |
| 1994 | Expresso                              | Clube da voz                | Curta-metragem |
| 1997 | Átimo                                 | Felipe                      | Curta-metragem |
| 2000 | Bicho de Sete Cabeças                 | Músico                      |                |
| 2002 | O Encontro                            | Marido                      | Curta-metragem |
| 2005 | Quanto Vale ou É por Quilo?           | Walter Hamam                |                |
| 2006 | 14 Bis                                | Ferber                      | Curta-metragem |
| 2009 | O Menino da Porteira                  | Militão                     |                |
| 2010 | Lágrimas                              | Marido                      | Curta-metragem |
| 2010 | A Casa Verde                          | Professor                   |                |
| 2013 | Mal Passado                           | Osvaldo Rareburger          | Curta-metragem |
| 2016 | Mundo Cão                             | Repórter                    |                |
| 2022 | Primavera                             | Monsieur D'Alembert / Rodin | [ 5 ]          |
| 2023 | O Que Vai Tocar Hoje?                 | Júnior                      | Curta-metragem |
| 2024 | Porto Príncipe                        | Advogado                    | [ 6 ]          |

## No teatro
- A Verdadeira História de Édipo Rei (1985)
- O Cobrador (1990)
- Os Brutos Também Amam (1994)
- La Chunga (1995)
- Sonhei com Charles Chaplin (2005)
- Ritual Íntimo (2007)
- Pour Elise[7](2014)

## Prêmios e Indicações
| Ano  | Prêmio                        | Indicação                     | Trabalho   | Resultado | ref   |
| ---- | ----------------------------- | ----------------------------- | ---------- | --------- | ----- |
| 2002 | Festival de Cinema de Gramado | Melhor Ator em Curta-metragem | O Encontro | Venceu    | [ 8 ] |